# Cârțișoara (gmina)
Cârțișoara – gmina w Rumunii, w okręgu Sybin. Obejmuje tylko jedną miejscowość Cârțișoara. W 2011 roku liczyła 1243 mieszkańców.